# Hôtel-Dieu (Falaise)
Das Hôtel-Dieu an der Rue Amiral Courbet in Falaise, einer französischen Gemeinde im Département Calvados in der Region Normandie, wurde im 13. Jahrhundert errichtet. Die Kapelle innerhalb des Gebäudes steht seit 1927 als Monument historique auf der Liste der Baudenkmäler in Frankreich.
Bei den Bombenangriffen im Sommer 1944 wurde das Hôtel-Dieu weitgehend zerstört und nachfolgend wieder aufgebaut. 

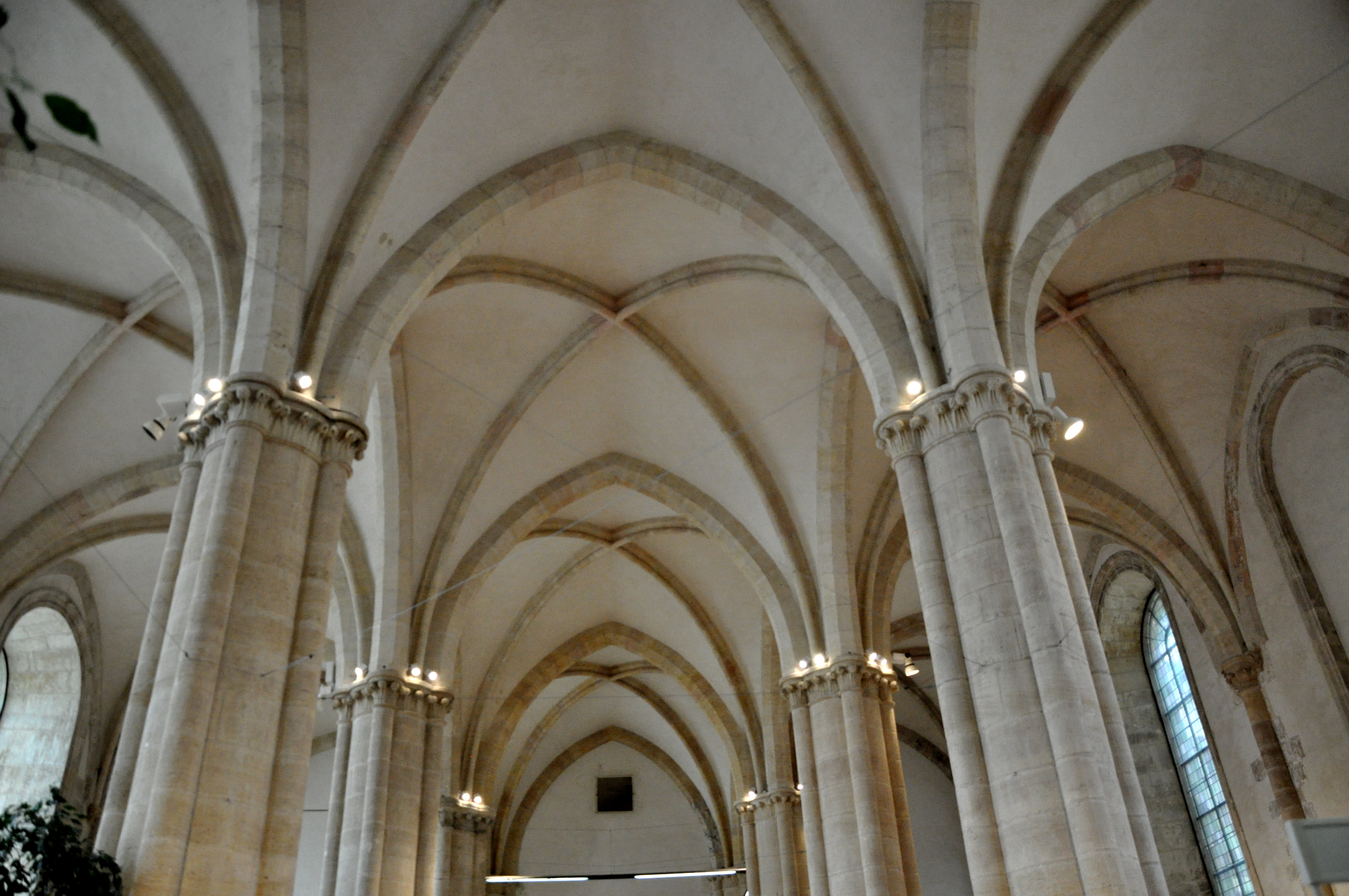
Inneres der alten Kapelle

Heute wird das Hôtel-Dieu als Bibliothek bzw. Mediathek von Falaise genutzt. 